# Abdulwohid Burhonov
Abdulvohid Burhonov (Pseudonyme: Munzim; Mirzo Abdulvohid Munzim; * 1875 in Buxoro, Usbekistan; † 1934 in Duschanbe, Tadschikistan) war einer der Gründer der Dschadid-Bewegung und der Young Bukharans Organisation in Buxoro.

## Frühes Leben und Ausbildung
Er wurde 1875 in Buxoro geboren und lebte ein armes Leben in einem der Räume der Muhammad Sharif Madrasa in der Stadt. Mirzo Abdulwohid gab das gesamte Einkommen, das er von seinem Vater geerbt hatte, für Bildungszwecke aus.
Er erhielt seine Grundschulausbildung in einer alten Schule.

## Karriere
Ab den 1890er Jahren begann er Gedichte unter dem Pseudonym Munzim zu schreiben und engagierte sich später in pädagogischen Aktivitäten. Anfang des 20. Jahrhunderts begann Abdulwohid Burhonov, sich für die Eröffnung einer Schule nach neuen Methoden einzusetzen. Die Eröffnung der ersten Dschadid-Schule in Buxoro war auch mit seinem Namen verbunden. Er ging nach Samarqkand und lernte die Erfahrung des Unterrichts in Schulen mit neuen Methoden von Mahmudxoʻja Behbudiy und Abduqodir Shakuriy. Seine Handschrift war sehr elegant.
Ab Oktober 1908 eröffnete er in seinem Haus in Buxoro eine Dschadid-Schule nach neuen Methoden, und 1909 richtete er auch eine Abendschule für ältere Schüler ein. Mirzo Abdulwohid demonstrierte die Vorteile der neuen Schule, indem er Eltern, religiöse Führer und Beamte in seine Privatschule einlud und eine Demonstrationsprüfung für die Kinder durchführte. Eine Gruppe unter der Leitung von Mullah Ikrom, einem der Muftis von Buxoro, lobte die Aktivitäten der neuen Schule sehr und empfahl, ihr Netzwerk zu erweitern und sogar die Madrasa-Ausbildung auf diese Methode zu übertragen. Mirzo Abdulwohid beteiligte sich zusammen mit Mukammil Burhonov und Sadriddin Ayni an der Gründung der Geheimgesellschaft „Tarbiyai atfol“ („Kindererziehung“) in Buxoro. Die Gesellschaft förderte fortschrittliche demokratische Ideen unter bucharischen Intellektuellen und Aktivisten und kämpfte für das politische Erwachen des Volkes.
Nach der Februarrevolution von 1917 wurden die Buxarischen Dschadiden in zwei Gruppen eingeteilt: die alten Dschadiden unter der Führung von Abdulwohid Burhonov und die neuen Jadiden unter der Führung von Fayzulla Xoʻjayev und Abdurauf Fitrat. Die Haupttätigkeit der ersten Gruppe, die als Konservative auftrat, war die Bildung, während die zweite Gruppe weitreichende Reformen befürwortete. Später, als Ergebnis der Vereinigung dieser beiden Gruppen, wurde die Partei „Junge Buxaraner“ gegründet, und Munzim wurde zum Führer der Partei ernannt. Von 1918 bis September 1920 lebte Munzim in Taschkent. Nach der Gründung der Volksrepublik Buxoro wurde er stellvertretender Vorsitzender des Das zentrale Exekutivkomitee der UdSSR, Minister für öffentliche Bildung und Gesundheitsminister (1920–1924). Als Minister für öffentliche Bildung leistete Abdulwohid Burhonov einen großen Beitrag zur Verabschiedung der Entscheidung der UdSSR-Regierung, im Juni 1922 eine Gruppe buxaranischer Jugendlicher nach Deutschland zu entsenden, um lokale Fachkräfte, insbesondere Ingenieure, auszubilden. Aufgrund dieser Entscheidung wurde er zum Vorsitzenden der Kommission für die Organisation der Ausbildung im Ausland ernannt. Im Sommer 1922 brachte er persönlich 44 bucharische Studenten nach Deutschland und brachte sie in Bildungseinrichtungen in Berlin unter. In den 1920er Jahren war er wissenschaftlich und journalistisch tätig. Anfang der 1930er Jahre arbeitete er für die Zeitung „Tojikistoni surx“ („Rotes Tadschikistan“). Abdulwohid Burhonov starb 1934 in Duschanbe an einer schweren Krankheit.

## Privatleben
Abduwohid Munzim hatte drei Söhne. Sein jüngster Sohn (etwa 5 Jahre alt) starb tragischerweise durch Ertrinken im Wasser. Seine beiden älteren Söhne studierten an Schulen und Universitäten in Deutschland und Russland (St. Petersburg und Moskau). Einer seiner Verwandten, Burxonov Olim Raximovich, arbeitete an der Akademie der Wissenschaften Tadschikistans, war in der wissenschaftlichen Forschung tätig und lehrte Philosophie an der Universität.
Er starb 1934 in Duschanbe.